# 宋美玄
宋 美玄（そん みひょん / 朝: 송미현、1976年1月23日 - ）は、日本の産婦人科医・性科学者（博士（医学））。日本新生児周産期学会会員、日本性科学会会員、日本産婦人科学会専門医。所属芸能事務所は「株式会社 プエルタ デル ソル」。ヒット作となった2010年の『女医が教える本当に気持ちのいいセックス』とそのシリーズの作者として著名である。

## 人物
兵庫県神戸市生まれ。在日韓国人三世。外祖父は朝鮮史・キリスト教史研究家で、青丘文庫代表や神戸キリスト教青年会理事、日本ケミカルシューズ工業組合副理事長を務めた在日朝鮮人の韓皙曦（ハン・ソッキ、日本名：西原基一郎）。
神戸女学院中学部・高等学部、大阪大学医学部医学科卒業、医籍登録は2001年。
大阪大学医学部産婦人科学教室入局後、2007年より川崎医科大学で講師を務め、2009年よりイギリスに留学しロンドン大学病院で胎児超音波検査を学ぶ。
2010年に帰国後は産婦人科医として診療に従事すると同時に、書籍の出版や雑誌連載、テレビ・ラジオへの出演を始め、女性の性・妊娠などについて積極的な啓蒙活動を行っている。
2010年5月には、著書 『女医が教える本当に気持ちのいいセックス』（ブックマン社）を出版し、50万部、シリーズ累計70万部を越えるヒット作となる。同書の装画・口絵は、成人向け漫画家である春輝が担当した。
2012年1月1日、第1子となる長女を出産し、その模様を読売新聞医療サイトの自らのコラムに書き綴っている。また本人の出産については2013年に『女医が教える これでいいのだ! 妊娠・出産』として単行本も発売されている。
2015年3月に川崎医科大学より博士（医学）の学位を取得。同年11月20日、第2子となる男児を出産。

## 主張
- 選択的夫婦別姓制度導入について、「同姓にしたい人はそうすればいいだけで他人の自由を制限する必要はない」と述べ、賛同を表明している[14]。
- 乙武洋匡の友人の一人で、乙武の不倫について理解を示している[15]。

## テレビ出演
2017年5月18日にはNHKの「クローズアップ現代+」に出演。番組では高齢者の性の問題を取り上げたが、田原総一朗との間で緊迫するやり取りが交わされた。60歳以上のシニア専門の派遣風俗店が紹介され、妻に性交渉を拒否された70歳代の男性が登場、2ヶ月に一度店を利用している実態が明らかにされた。その風俗店が本番は行わないと紹介されたのに対し、コメンテーターの田原総一朗は「本番以外って、何をやるのですか？」と聞いたのに対し、表情が凍り付き口ごもる武田真一アナウンサーをさえぎり、宋が「主に手と口によるサービスが行なわれていると思われます」と答えた。さらに田原が「ちょっと待った!さっき2か月に1度行くと言ったけど、何やってるの!ホントは」と発言、宋は「それは、1人1人違うでしょうが...。添い寝で満足する方もいれば、お話だけで満足する方もいるし、性的な普通のサービスをする方もいるでしょうし...」と返答。妻が嫌がった場合、夫はどうすればいいのかという田原の問いに対しては、宋は「存在するものとして風俗産業がある。従事する女性の問題もあるのですが、解決法の1つになっている現実はあると思います」と回答。ニューヨークの老人ホームでは性感染症を防ぐため入居者に避妊具を配り、施設内で自由にセックスができるように配慮されていることなども紹介された。宋は、「高齢者施設での恋愛は日本でもあっていい、相手が変われば、女性の側でもう一度セックスしたいという方が結構いる」と話すと、田原が「施設でモテる女性とモテない女性がいたら、どうする?モテる女性に3人も4人も男性が来たら、どうする?」と詰め寄ったところ、宋は「うまくマッチングしなければ悲劇もありうるでしょうね」と答えた。また番組中で、83歳の田原は自分にも性欲があると告げた

## 書籍
- 『いつかお母さんになるあなたへ 妊娠の心得』 ロハスメディア、2009年4月、ISBN 978-4990346133
- 『産科女医からの大切なお願い 妊娠・出産の心得11ヵ条』 無双舎、2009年11月、ISBN 978-4864084024
- 『女医が教える本当に気持ちのいいセックス』 ブックマン社、2010年5月、ISBN 9784893087386 - 装画・口絵は春輝。
- 『踊る産科女医』 小学館、2011年1月、ISBN 9784093114066 - 漫画作品。宋は原作・監修。漫画は吉川景都。
- 『幸せな恋愛のためのSEXノート』 ポプラ社、2011年6月、ISBN 978-4591124772
- 『女医が教える本当に気持ちのいいセックス 上級編』 ブックマン社、2011年6月、ISBN 9784893087508（装画は春輝で、イラストは二階堂ちはる・角慎作）
- 『ずっとずっと愛し合いたい』 幻冬舎、2011年12月、ISBN 978-4344021044
- 『カリスマ女医の女子がもっとイケちゃうSexレッスン』 マガジンハウス、2012年7月 ISBN = 978-4838724604
- 『産科女医が35歳で出産してみた』 ブックマン社、2012年10月、ISBN 978-4-89308-781-2
- 『コミック版 女医が教える本当に気持ちのいいセックス』 2012年11月、ブックマン社、ISBN 978-4893087843
- 『女医が教える本当に気持ちのいいセックス スゴ技編』 ブックマン社、2012年12月、ISBN 9784893087867
- 『童貞に教える本当に気持ちのいいセックス』 暗黒通信団、2012年12月、ISBN 978-4873101781
- 『内診台から覗いた - 高齢出産の真実』 中央公論新社 2013年1月 ISBN 978-4121504425 - YomiDr.のブログをまとめたもの。
- 『女医が教える これでいいのだ! 妊娠・出産』 ポプラ社、2013年6月、ISBN 978-4591134603
- 『女のカラダ、悩みの9割は眉唾』 講談社〈講談社プラスアルファ新書〉、2014年2月、ISBN 978-4062728386
- 『少女はセックスをどこで学ぶのか』 徳間書店、2014年3月、ISBN 978-4-19-863773-6
- 『産婦人科医ママの妊娠・出産パーフェクトBOOK-プレ妊娠編から産後編まで!』 メタモル出版、2014年3月、ISBN 978-4895958592
- 『コミック版 女医が教える本当に気持ちのいいセックス2』 2015年、ブックマン社、ISBN 978-4893088338

## DVD
- 『女医が教える本当に気持ちのいいセックス スゴ技&体位編』

## その他
- 『女医宋美玄の相談室』 2012年12月、モバイルアプリ [1]